# Bahnhof Scheeßel
Der Bahnhof Scheeßel ist eine Betriebsstelle der Bahnstrecke Wanne-Eickel–Hamburg auf dem Gebiet der Gemeinde Scheeßel in Niedersachsen. Das Empfangsgebäude des Bahnhofs wurde in den Jahren 1873 bis 1874 durch die Cöln-Mindener Eisenbahngesellschaft nach den Plänen von Adolf Funk errichtet. Es diente ursprünglich als Fahrkartenverkaufsraum, Aufenthaltsraum für die Fahrgäste, Postgebäude und Wohnung für den Bahnhofsvorsteher. Das heute unter Denkmalschutz stehende Gebäude stellt ein hervorragendes Beispiel für die Architektur von norddeutschen Provinzbahnhöfen in der zweiten Hälfte des 19. Jahrhunderts dar.

## Architektonische Bedeutung
Bereits im Jahr 1851 war durch Adolph Funk und Ludwig Debo in der Allgemeinen Bauzeitung ein vielbeachteter Artikel zum Bau von Empfangsgebäuden veröffentlicht worden. Demnach sollten derartige Gebäude einerseits kostengünstig und zweckmäßig, andererseits aber auch ästhetisch ansprechend sein. Die in dem Artikel aufgelisteten Anforderungen bezüglich der Raumaufteilung und der zu verwendenden Baumaterialien wurden noch 22 Jahre später im Scheeßeler Empfangsgebäude vollständig umgesetzt.
Das Scheeßeler Empfangsgebäude wurde 1873–1874 nach Plänen des Baumeisters Adolph Funk errichtet. Dieser gehörte zu seiner Zeit zu den führenden Bahnhofsarchitekten in Deutschland und war Mitbegründer des Eisenbahnbaus im Königreich Hannover. Neben vielen Empfangsgebäuden in Norddeutschland plante er auch den Bau der Irrenanstalten in Göttingen und Osnabrück sowie der Hebammenlehranstalten in Hannover und Hildesheim.

## Beschreibung
Das 23 Meter lange, 10 Meter breite und 10 Meter hohe Gebäude besitzt drei Geschosse und ist vollständig mit einem Gewölbekeller unterkellert. An das Gebäude schließt sich eine eingeschossige 40 Meter lange Güterhalle an. Das Dach ist mit rund 20 Prozent Dachneigung relativ flach. Das Gebäude hat zwei Achsen, eine zu den Gleisen und der Stadt hin ausgerichtete und eine parallel zu den Gleisen verlaufende.
Das Gebäude ruht auf einem Fundament aus sorgfältig behauenen Sandsteinblöcken. Sein Mauerwerk besteht aus glatten Pressziegeln und hat eine braunrote Fugung, die mit einem Fugenschneider geschnitten ist. Die Verzierung des Gebäudes ist sehr sparsam ausgeführt. In der Höhe der Balkenlage des ersten Stockwerkes zieht sich ein Zahnfries um das Gebäude. Die Dacheindeckung bestand ursprünglich aus Schieferplatten, die in den 50er Jahren durch eine Asbest-Faserzementplatten ersetzt wurden. Die 50 Fenster des Gebäudes haben eine grüne Fassung.
Die Räume im Erdgeschoss waren so eingerichtet, dass der Fahrgast zunächst in eine Eingangshalle gelangte, wo er seine Fahrkarte kaufen und sein Gepäck aufgeben konnte. Von dieser Halle gelangte er direkt in den Warteraum I. und II. Klasse oder in den Warteraum III. und IV. Klasse. Zwischen den Räumen war eine kleine Küche eingerichtet, die Türen zu beiden Warteräumen hatte. Von den Warteräumen wiederherum führten Türen direkt auf den Bahnsteig. Im westlichen Teil des Gebäudes war ein Postraum eingerichtet. Die Toiletten für die Bahnreisenden befanden sich in einem separaten Gebäude westlich des Empfangsgebäudes. In der ersten Etage wohnte der Bahnhofsvorsteher, im Dachgeschoss waren die Wirtschaftsräume untergebracht.
Der Bahnhof wird durch das Stellwerk Slf der Bauart Sp Dr L30 gesteuert, welches im Regelfall unbesetzt ist und von Rotenburg (Wümme) aus ferngesteuert wird.

## Nutzungsgeschichte
Das Empfangsgebäude wurde bis zum Jahr 2002 in Teilen durch die Deutsche Bahn genutzt. Auch wenn das Gebäude fast 130 Jahre für den Bahnbetrieb benötigt wurde, so ist es doch den wechselnden Ansprüchen entsprechend häufig umgebaut worden. Die Veränderungen beschränkten sich jedoch weitestgehend auf den Innenbereich.
Um dem gestiegenen Fahrgastaufkommen Rechnung zu tragen, wurden 1911 die beiden Wartebereiche vergrößert und die Güterhalle um 30 Meter verlängert. 1936 erfolgte die Einrichtung einer Bahnhofsgaststätte in den Warteräumen.
Von 1987 bis 2002 diente das Empfangsgebäude als Asylbewerberheim. Ab den 1960er Jahren zog sich die Deutsche Bundesbahn mehr und mehr aus der Nutzung des Gebäudes zurück. Der Gaststättenbetrieb wurde Anfang der 1980er Jahre aufgegeben, und große Teile des Gebäudes standen leer. Dies bot der Gemeinde Scheeßel die Möglichkeit, in den Räumen die ihr zugewiesenen Asylbewerber unterzubringen. Zeitweise wohnten auf den drei Etagen etwa 30 Personen. In der Folgezeit machte der Bahnhof durch wiederholte Polizei- und Feuerwehreinsätze von sich reden. Mit der Verschärfung der Asylgesetze verringerte sich die Zahl der Bewohner in den neunziger Jahren wieder, und nach einem Brand im Dachstuhl im Jahr 2002 wurde das Gebäude komplett geräumt.
In den Jahren 2002 und 2003 plante die Gemeinde Scheeßel den Abbruch des Gebäudes, um auf dem Gelände Parkplätze einzurichten. Dies war jedoch auf Grund von Vorgaben des Denkmalschutzes nicht möglich, so dass ein privater Investor das Gebäude erwerben und sanieren konnte. Das Empfangsgebäude wird nach umfangreicher Sanierung als Geschäfts- und Veranstaltungshaus genutzt, außerdem sind mehrere Räume an die Lebensmittelausgabestelle der Scheeßeler Tafel vermietet.